# COUNTDOWN LIVE CROSSOVER 12-13
『COUNTDOWN LIVE CROSSOVER 12-13』（カウントダウン・ライブ・クロスオーバー・トゥエルブ-サーティーン）は、日本のミュージシャンである氷室京介の24作目のライブ・ビデオ。2014年1月30日にDVDとBlu-ray Discで発売。

## 解説
- 氷室京介が2012年12月30日、31日に日本武道館で行ったライブ「COUNTDOWN LIVE CROSSOVER 12-13」より、31日のカウントダウン・ライブの模様を完全収録している[1][2]。
- ライブ音源を収録したCDが付属している[1]。
- 30日、31日共に、ステージ後方の客席も解放され、360度全方向に観客が入った状態で開催された[3]。

## 収録曲
1. RENDEZ-VOUS
2. PARACHUTE
3. PLASTIC BOMB
4. WARRIORS
5. TO THE HIGHWAY
6. “16”
7. ONLY YOU
8. TRUE BELIEVER
9. 永遠 〜Eternity〜
10. IF YOU WANT
11. Doppelganger
12. BANG THE BEAT
13. Weekend Shuffle
14. SUMMER GAME
15. FREE featuring DAITA
16. SARRACENIA
17. Bloody Moon
18. LOVE＆GAME
19. 忘れてゆくには美し過ぎる...
20. WILD AT NIGHT
21. WILD ROMANCE
22. DRIVE
23. The Distance after Midnight
24. ANGEL

## 参加ミュージシャン
- 氷室京介 - ボーカル
- Charlie paxson - ドラムス
- 西山史晃 - ベース
- DAITA - ギター
- Yukihide"YT"Takiyama - ギター
- 今井隼 - キーボード
- 中野哲靖 - マニピュレーター